# Abd el-Káder Úrjáglí
Abd el-Káder Úríáglí (arabul: عبد القادر الورياغلي); (Tetuán, 1943 – ?, 2022. október 7.) marokkói válogatott labdarúgókapus.

## Pályafutása

### Klubcsapatban
A Widad AC csapatában játszott.

### A válogatottban
A marokkói válogatott tagjaként részt vett az 1970-es világbajnokságon, de egyetlen csoportmérkőzésen sem lépett pályára. A csapat harmadik számú kapusa volt a tornán. 

## Külső hivatkozások
- Abd el-Káder Úrjáglí – a FIFA adatbázisában
- Abd el-Káder Úrjáglí adatlapja a worldfootball.net oldalon (angolul)